# Sorbey (Mosel·la)
Sorbey és un municipi francès, situat al departament del Mosel·la i a la regió del Gran Est. L'any 2007 tenia 327 habitants.

## Demografia

### Població
El 2007 la població de fet de Sorbey era de 327 persones. Hi havia 128 famílies, de les quals 20 eren unipersonals (12 homes vivint sols i 8 dones vivint soles), 44 parelles sense fills, 60 parelles amb fills i 4 famílies monoparentals amb fills.
La població ha evolucionat segons el següent gràfic:
Habitants censats

### Habitatges
El 2007 hi havia 135 habitatges, 126 eren l'habitatge principal de la família, 4 eren segones residències i 5 estaven desocupats. 130 eren cases i 3 eren apartaments. Dels 126 habitatges principals, 110 estaven ocupats pels seus propietaris, 13 estaven llogats i ocupats pels llogaters i 3 estaven cedits a títol gratuït; 1 tenia una cambra, 9 en tenien tres, 16 en tenien quatre i 100 en tenien cinc o més. 113 habitatges disposaven pel capbaix d'una plaça de pàrquing. A 50 habitatges hi havia un automòbil i a 69 n'hi havia dos o més.

### Piràmide de població
La piràmide de població per edats i sexe el 2009 era:
| Homes | Edats   | Dones |
| ----- | ------- | ----- |
| 0     | 95 o +  | 0     |
| 0     | 90 a 94 | 4     |
| 0     | 85 a 89 | 0     |
| 0     | 80 a 84 | 0     |
| 0     | 75 a 79 | 0     |
| 0     | 70 a 74 | 0     |
| 0     | 65 a 69 | 0     |
| 16    | 60 a 64 | 16    |
| 0     | 55 a 59 | 4     |
| 4     | 50 a 54 | 16    |
| 48    | 45 a 49 | 24    |
| 12    | 40 a 44 | 8     |
| 12    | 35 a 39 | 8     |
| 16    | 30 a 34 | 8     |
| 4     | 25 a 29 | 8     |
| 20    | 20 a 24 | 8     |
| 24    | 15 a 19 | 12    |
| 8     | 10 a 14 | 8     |
| 20    | 5 a 9   | 12    |
| 8     | 0 a 4   | 12    |

## Economia
El 2007 la població en edat de treballar era de 250 persones, 188 eren actives i 62 eren inactives. De les 188 persones actives 172 estaven ocupades (95 homes i 77 dones) i 16 estaven aturades (6 homes i 10 dones). De les 62 persones inactives 22 estaven jubilades, 24 estaven estudiant i 16 estaven classificades com a «altres inactius».

### Ingressos
El 2009 a Sorbey hi havia 125 unitats fiscals que integraven 334,5 persones, la mediana anual d'ingressos fiscals per persona era de 21.219 €.

### Activitats econòmiques
Dels 5 establiments que hi havia el 2007, 2 eren d'empreses de construcció, 2 d'empreses de comerç i reparació d'automòbils i 1 d'una empresa classificada com a «altres activitats de serveis».
Dels 2 establiments de servei als particulars que hi havia el 2009, 1 era un paleta i 1 fusteria.
L'any 2000 a Sorbey hi havia 8 explotacions agrícoles.

## Equipaments sanitaris i escolars
El 2009 hi havia una escola elemental integrada dins d'un grup escolar amb les comunes properes formant una escola dispersa.

## Poblacions més properes
El següent diagrama mostra les poblacions més properes.